# Does Your Mother Know
Does Your Mother Know? (oryginalnie "I Can Do It") – singel szwedzkiego zespołu ABBA z 1979 roku. To  drugi singel wydany z płyty Voulez-Vous. Na stronie B znajduje się utwór "Kisses of Fire" z tego samego albumu.

## Pozycje na listach
| Chart (1979)                  | Position |
| ----------------------------- | -------- |
| Australian ARIA Singles Chart | 7        |
| Francuska Lista Przebojów     | 26       |
| U.S. Hot 100                  | 19       |